# 伊森
伊森是德国巴伐利亚州的一个市镇。总面积43.78平方公里，总人口5311人，其中男性2686人，女性2625人（2011年12月31日），人口密度121人/平方公里。